# Reise, Reise
«Reise, Reise» (укр. «Подорож, подорож») — четвертий номерний альбом німецького рок-гурту «Rammstein». Реліз відбувся 27 вересня 2004 року. Назва альбому має подвійне трактування. Окрім буквального перекладу, «Reise, Reise» є кличем німецьких моряків, за сенсом подібний до «Свистати всіх нагору!».
Альбом був проданий більш ніж 1,5 мільйона копій.

## Композиції
1. «Reise, Reise» (4:12) («Підіймайся!»)
2. «Mein Teil» (4:33) («Частина мене»)
3. «Dalai Lama» (5:39) («Далай Лама»)
4. «Keine Lust» (3:43) («Немає бажання»)
5. «Los» (4:24) («Без…»)
6. «Amerika» (3:47) («Америка»)
7. «Moskau» (4:17) («Москва»)
8. «Morgenstern» (4:00) («Вранішня зоря»)
9. «Stein um Stein» (3:53) («Камінь за каменем»)
10. «Ohne dich» (4:32) («Без тебе»)
11. «Amour» (4:51) («Кохання»)

## Сингли
- «Mein Teil» (2004)
- «Amerika» (2004)
- «Ohne Dich» (2004)
- «Keine Lust» (2005)

## Концепція
В період між релізом надуспішної платівки «Mutter» (2001) і виходом «Reise, Reise» (2004) навколо «Rammstein» активно повзли чутки про розпад гурту. Насправді, за зізнанням самих учасників колективу, берлінці були близькі до розвалу, складно переживаючи творчу кризу, що намітилася після успіху «Mutter». Одначе, зумівши втриматися в «канонічному» складі, «Rammstein» видав досить міцну роботу, що оголосила про повернення гурту до активної діяльності.
Першим синглом, котрий передував виходу альбому, стала одна з найважчих в репертуарі «Rammstein» композиція — «Mein Teil». Пісня, що оповідає про ротенбурзького канібала Арміна Майвеса, разом з похмурим садистичним треком «Stein um Stein», продовжила закладені ще в перших альбомах традиції змальовування злочинів людей, що одержимі різноманітними перверсіями.
Одначе, власне стрижень альбому склала група композицій, присвячена подорожам — власне «Reise, Reise» (морське полювання), Dalai Lama (авіакатастрофа за мотивами вірша Ґете «Вільшаний король»), та особливо — хітові «Amerika» й «Moskau». Перша висміює глобалізацію та потяг США до світового панування, друга — нерівномірну спробу Москви бути частиною Європи, в той час як Росія ще не позбавлена свого комуністичного минулого.
Особливої популярності набув сингл Ohne dich, лірична балада про кохання, «фішка», котру «Rammstein» використовує фактично в кожному альбомі.
Від попередніх платівок гурту «Reise, Reise» відрізняється застосуванням у запису хору, а також багатьох не властивих стилю індастріал інструментів на зразок акордеона, скрипки, гобою, мандоліни.

## Склад
- Тілль Ліндеманн
- Ріхард Круспе-Бернштайн
- Крістоф «Дум» Шнайдер
- Пауль Ландерс
- Крістіан «Флаке» Лоренц
- Олівер Рідель